# Economia do Botswana
Desde sua independência, a economia do Botsuana tem mantido uma das mais altas taxas de crescimento do mundo: entre 1966 e 1999, por exemplo, o país cresceu em média 9% ao ano (ver seção § Crescimento médio para mais dados). Não obstante, a Grande Recessão em 2007-2009 e a pandemia de COVID-19 em 2020 fizeram o PIB cair em seus respectivos anos.
Debswana é uma importante companhia de mineração e a única companhia de mineração de diamante que opera no Botsuana, 50% de suas ações estão nas mãos do governo e correspondem a metade de todo o rendimento do estado e os outros 50% estão nas mãos da empresa sul-africana De Beers.
Apesar de ter crescido rapidamente desde 1966, o país sofre com os efeitos da pandemia do vírus HIV dos anos 1990 em sua economia, estima-se que que 20 a 24% da população adulta tem o vírus, além de piorar a economia, o vírus reduziu a expectativa de vida do país, sendo apenas 40 anos em 2001, quando em 1990 era de 60 anos.
No país, durante o século XIX, começaram a aparecer sociedades hierarquizadas, e com isso apareceram também chefes, que acumulavam riquezas e tinham terras e trabalhadores. Esses chefes também participavam da coleta de impostos colonial, que era lucrativo para eles. Atualmente, surgiu uma classe capitalista rural, que fez uma transição do poder da sociedade pré-colonial para uma atual.

## Crescimento médio
O país cresceu em média 7% ao ano entre 1985 e 1999, e a média da inflação ficou em 12%, com um declínio forte na segunda parte dos anos 90. Entre 1995 e 2004 o crescimento econômico teve como média 5,9% e também houve um forte crescimento no setor minerador, que correspondia em 2001 a um terço do PIB, com média de 5,3% de crescimento.

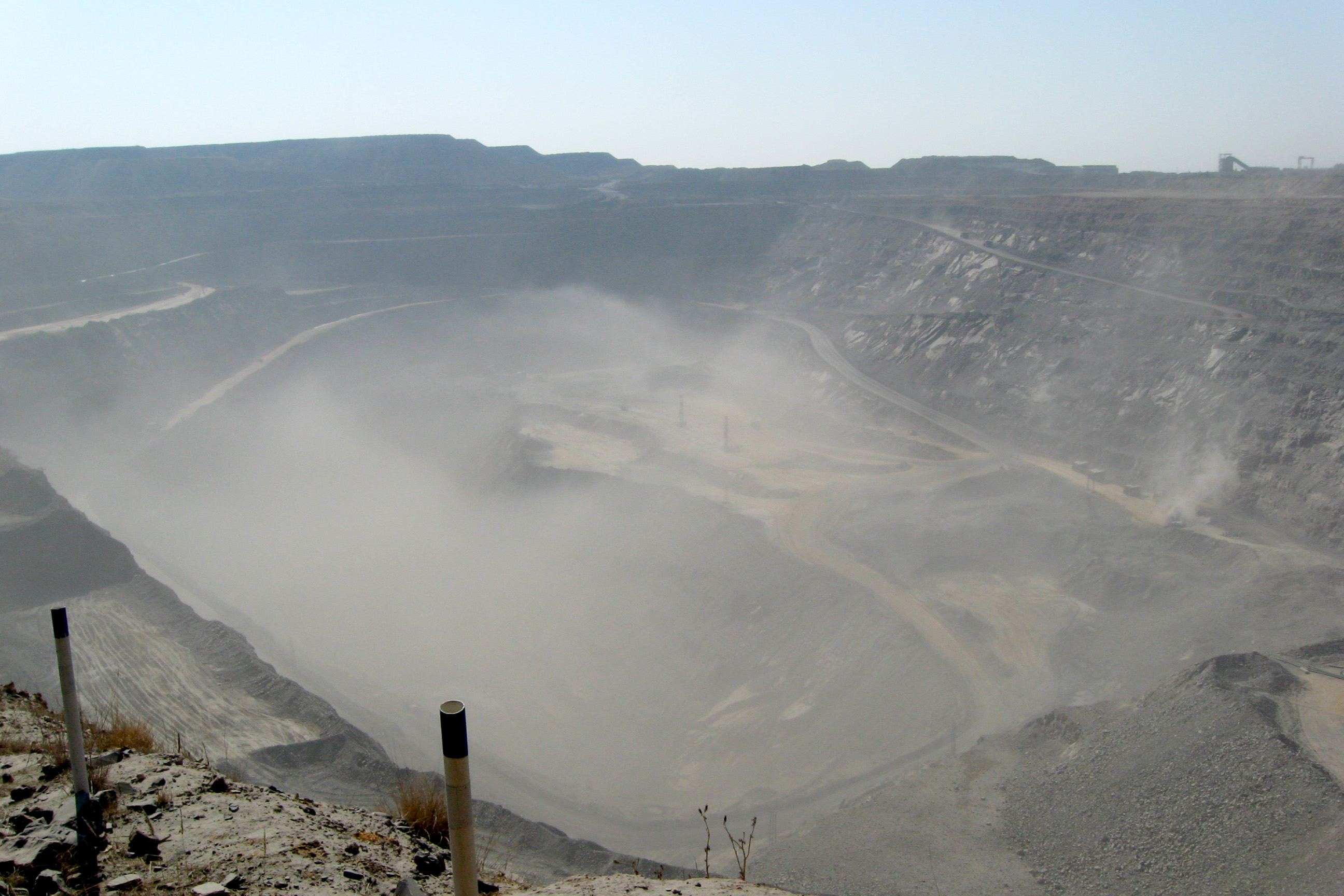
Mina de diamante de Jwaneng.

### Fatores do crescimento
O país tem abundância de diamantes e outros recursos naturais, estabilidade político-econômica e é bem governado, o que atraiu investimentos estrangeiros ao país. Os investimentos privados estão concentrados no setor de mineração, com dois terços e no comércio, com 16%. Existe um grande número de companhias sul-africanas no setor varejista e e um grande número de companhias sul-africanas no setor de transportes. Outro fator que contribuiu é a ausência de guerras civis e conflitos internos.

## Problemas com a AIDS
Embora o Botsuana tenha crescido rapidamente por décadas, uma significante parcela de sua população tem o vírus da AIDS: é estimado que 20 a 24% da população adulta tem o vírus, o que dificulta o crescimento econômico, o desempenho econômico geral e a mão de obra.
A expectativa de vida do país também é afetada pelo vírus, tendo sido reduzida significantemente entre 1990 e 2001, passando de 60 a 40 anos.
Segundo estimativas, o vírus afetará fortemente a mão de obra do país. Estimativas afirmam que a força de trabalho começou a cair de acordo com a propagação do vírus no final da década de 1990. Botsuana corre o risco de sofrer graves consequências econômicas em razão do descontrole do vírus.

## Turismo
O turismo é responde 5% do PIB e foi usada em Botsuana, assim como em outros países emergentes, como uma forma de diversificar a economia. Ele é o segundo maior contribuinte ao PIB do país, só perdendo para a mineração de diamantes. O turismo de Botsuana se concentra no norte do país, principalmente nas regiões de Chobe e Okavango.
Desde 1990, a presença do governo no turismo aumentou, também desde 1990, o turismo e o número de turistas do país têm crescido rapidamente, quando quase nulo logo depois da independência do país.
O turismo desempenha um grande papel na economia de Botswana. Um número de parques nacionais e as reservas de vida selvagem, com a sua fauna abundante e áreas alagadas, são as atrações turísticas principais. A vida selvagem, inclusive leões, hienas marrons, guepardos, leopardos, cães selvagens e antílopes, foi descrita com riqueza de detalhes no livro 'The Cry of the Kalahari', de Mark e Delia Owens.

## Estatísticas

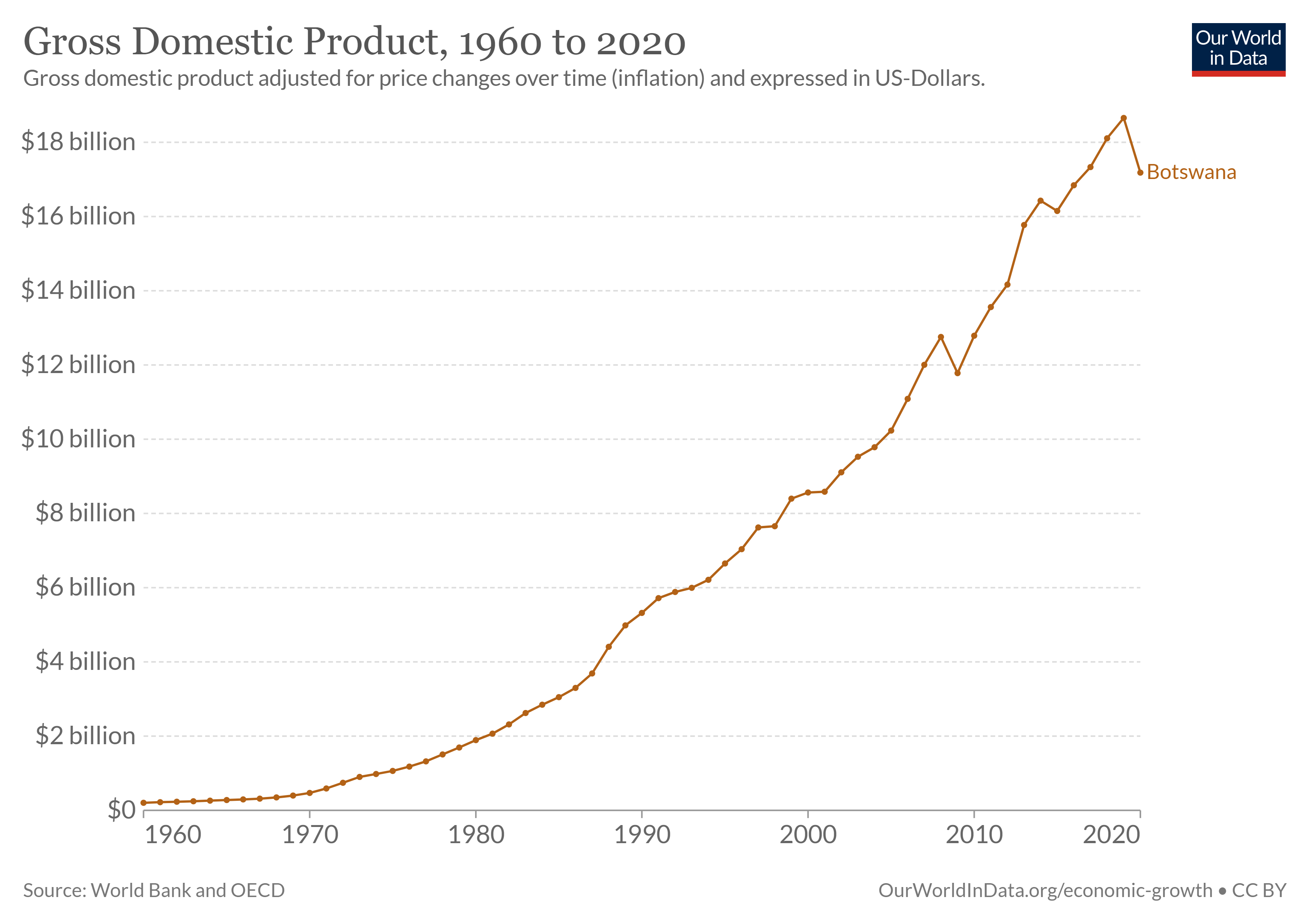
Evolução do PIB real de Botswana

| - Evolução do PIB: US$ 4,9 bilhões (1998) para 24,14 bilhões (2007) - Composição do PIB: agricultura 1,6%, indústria 51,5% (incluindo mineração), comércio e serviços 46,9% (2006) - Crescimento do PIB: 4,7% ao ano (2006 para 2007). - Aumento da renda per capita: US$ 3.070 (1998) para US$ 14 700 (2007) - Força de trabalho: 1 milhão (1998). - Trabalhadores do setor formal: 288 400 (2004) - Agricultura: sorgo, frutas, legumes e verduras. - Pecuária: bovinos, caprinos, aves. - Pesca: 2 mil t (1997). - Mineração: diamante, minério de cobre, minério de níquel, carbonato de sódio. - Indústria: alimentícia, bebidas, têxtil, vestuário. - Evolução das Exportações: US$ 2 300 milhões (1998); US$ 4 798 milhões (2007) - Evolução das Importações: US$ 2 800 milhões (1998); US$ 2 766 milhões (2007) |